# R142
El tren R142 es un modelo de trenes del Metro de Nueva York que fue fabricado por Bombardier Transportation por los servicios de la División A (que consiste de las líneas de la IRT). Esos trenes, junto con los trenes del modelo R142A, fue fabricado para reemplazar los trenes Redbirds (los modelos R26, R28, R29, R33, R36, R33 WF, y R36 WF).

## Descripción
Los trenes R142 tiene 5 vehículos por unidad: los vehículos que tiene los números xxx1, xxx5, xxx6, y xxx0 tienen una cabina de control (el vehículo A) y el resto de los vehículos (que tienen los números xxx2, xxx3, xxx4, xxx7, xxx8, y xxx9) no tienen cabinas de control. Una configuración típico para un tren del modelo R142 es dos unidades (A-B-B-B-A+A-B-B-B-A).
El modelo R142 es el primer modelo de trenes nuevos para el metro de Nueva York desde el año 1988, cuando el modelo R68A fue fabricado por la División B. Los 1.030 vehículos fue construido entre los años 1998 y 2003 por Bomardier a sus fábricas en La Pocatiere, Quebec y Barre, Vermont; la montaje final de los trenes fue en Plattsburgh, Nueva York.
Los trenes R142 tiene sistemas de propulsión de Alstom (ONIX), sistemas de frenado electrónico, control de clima automático, mapas de tira electrónica, y un sistema de intercomunicación. Como el modelo R110A (un tren experimental del metro que fue en servicio entre los años 1993 y 1999), las puertas del tren tienen una anchura de 137,16 cm.
El modelo R142 es el primer modelo de trenes del metro de Nueva York para tener anuncios automáticos.

## Historia
En el 30 de abril de 1997, la Metropolitan Transportation Authority aprobó una compra de 680 vehículos nuevos de Bombardier (del modelo R142) y 400 vehículos nuevos de Kawasaki (del modelo R142A) por la División A del metro. El orden original fue por 740 vehículos, pero porque hay competencia intensa entre las dos compañías, la MTA pudo comprar 340 vehículos extras al preció mismo. El costo para los contratos R142 y R142A fue $1.45 mil millones; la compra de los 1080 vehículos fue la compra más grande por nuevos trenes del metro de Nueva York hasta la compra del model R160 por la División B en el año 2002.